# Johannes de Lyndech
Johannes de Lyndech (auch: Lindech) war ein im Mittelalter in Dresden amtierender Bürgermeister.
Lyndech wird im Jahr 1311 als Besitzer des Gutes Lindigt (heute Gemarkung Zuschendorf der Stadt Pirna) erwähnt, woher sich auch sein Familienname ableitet. Über sein Leben ist wenig bekannt. Im Jahr 1310 wird er unter den Zeugen in einer Urkunde vom 6. Juli, welche sich heute im Sächsischen Hauptstaatsarchiv befindet, erstmals als Bürgermeister von Dresden (magister civium) genannt. In einem weiteren Dokument aus dem Folgejahr 1311 taucht er in gleicher Funktion erneut auf.
1337 ist von einem  Henczyl Lindech die Rede, wobei es sich wohl um einen Nachkommen handelt.